# Блосий Емилий Драконтий
Блосий Емилий Драконтий (на латински: Blossius Aemilius Dracontius) e латински поет и реторик на късната Римска империя от 5 век. Работи като адвокат в Картаген. Произлиза от сенаторска фамилия.
През 484 г. пише празнична песен вероятно за византийския император Зенон. Затова вандалският крал Гунтамунд (упр. 484 – 496) го затваря. Освободен е от следващия крал Тразамунд, за когото Драконтий пише благодарствено стихотворение. След това пише стихосбирката Romulea, посветена на граматика Фелициан, от която е запазено само Orestis tragoedia. По-късно пише за ученици De mensibus и De rosis nascentibus.